# Castello di Mesola

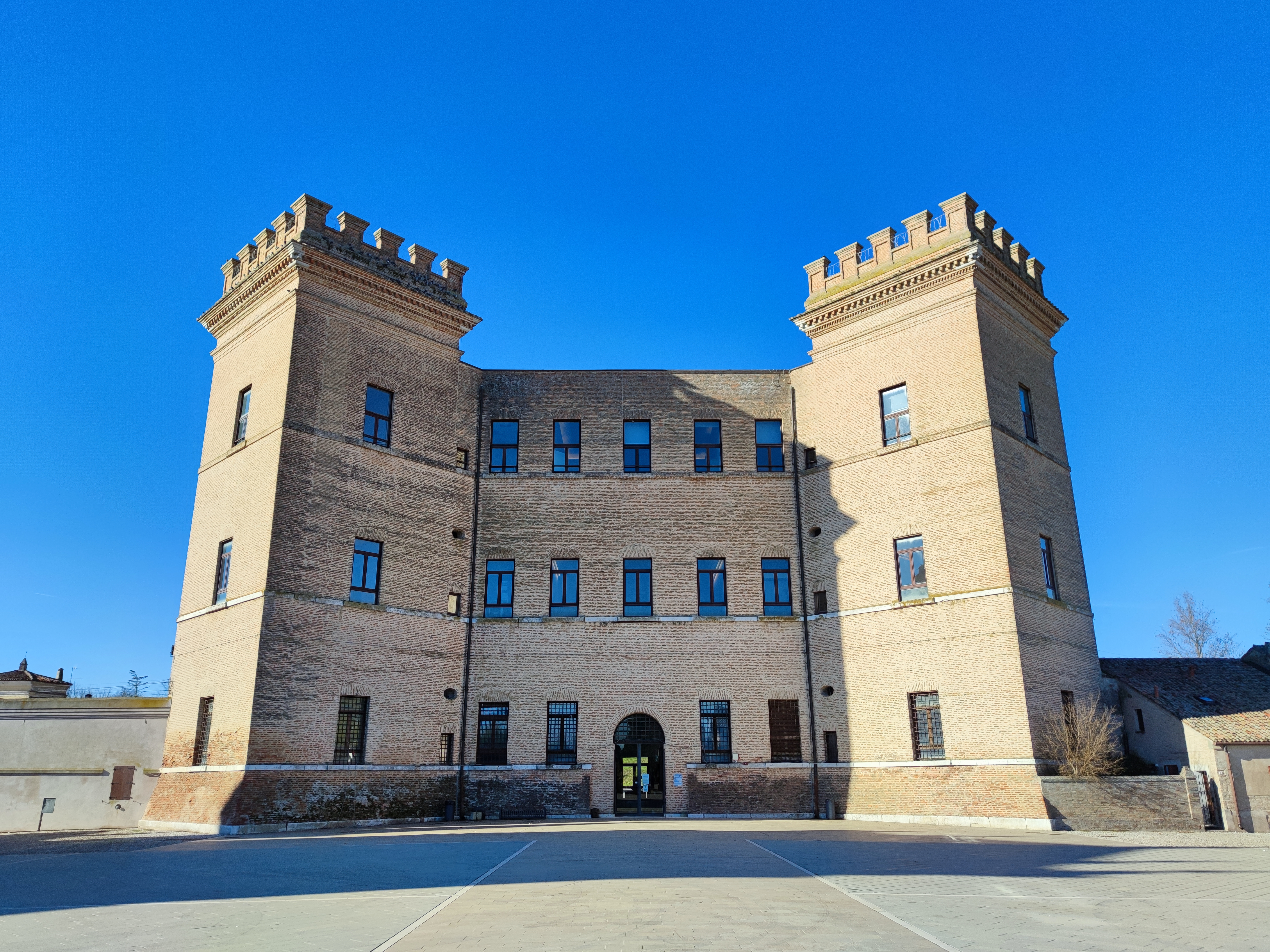
Castello di Mesola

Il castello di Mesola è una delle 19 prestigiose residenze (chiamate delizie) degli Este. È ubicato nel comune di Mesola in  piazza Umberto I.

## Storia
Realizzato tra il 1578 ed il 1583 su volere di Alfonso II d'Este, da Giovan Battista Aleotti su progetto di Marc'Antonio Pasi, detto Il Montagnana, fu utilizzato dagli Estensi come dimora durante le battute di caccia nel vasto parco recintato attiguo, oggi non più esistente. La delizia presenta un impianto architettonico a pianta quadrata con agli angoli quattro torri quadrate merlate, circondato da edifici porticati.
Rimase di proprietà degli Estensi fino al 1771. Seguirono vari passaggi di proprietà fino al 1952 quando passò sotto il controllo dell'Ente Delta Padano ed ora è in proprietà della Provincia di Ferrara.

## Descrizione
Il castello ospita al secondo piano il Museo del bosco e del cervo della Mesola.
Al piano nobile è allestita una mostra permanente che ripercorre le tappe del sogno estense che, alla fine del XVI secolo, si coronava con la costruzione di questo possente castello, cinto da mura per 12 miglia e affacciato sul porto naturale dell'Abate, tanto che i Veneziani temevano che si stesse preparando la fondazione di una nuova città portuale. L'allestimento elegante si mescola alla maestosità delle sale dai soffitti affrescati e la visita arricchita da interessanti riproduzioni multimediali. Al piano terra all'interno del maestoso salone ritratti e stemmi dei personaggi che hanno fatto la storia del castello dalla casa d'Este allo Stato Pontificio.